# Heterostemma beddomei
Heterostemma beddomei är en oleanderväxtart som först beskrevs av Joseph Dalton Hooker, och fick sitt nu gällande namn av K. Swarupanandan och J.K. Mangaly. Heterostemma beddomei ingår i släktet Heterostemma och familjen oleanderväxter. Inga underarter finns listade i Catalogue of Life.